# Il diario del vampiro - Fantasmi
Il diario del vampiro - Fantasmi è il 12° libro della saga di Il diario del vampiro di Lisa J. Smith, pubblicato il 27 ottobre 2011 negli Stati Uniti e il 6 settembre 2012 in italiano. È la seconda e ultima parte di The Vampire Diaries. The Hunters: Phantom e, al contrario degli altri volumi della serie, è scritto da una ghostwriter.

## Trama
Damon, di nuovo in vita e ritornato a Fell's Church, chiede a Elena di mantenere per un po' il segreto della sua resurrezione, mentre indaga sulla misteriosa forza oscura che ha colpito i suoi amici. Elena e Stefan, intanto, approfittando dell'assenza di Caleb Smallwood, ancora ricoverato in ospedale, si introducono nel capanno di casa Smallwood, dove trovano un pentacolo, ritagli di giornale sulla morte di Elena e i diari del ragazzo, che mostra di ricordare ancora gli avvenimenti precedenti all'intervento delle Guardiane, quando invece avrebbe dovuto dimenticarli. Convinti che Caleb abbia gettato su di loro un potente incantesimo, ne sequestrano i quaderni per leggerli. Arrivati a casa della signora Flowers, scoprono che Bonnie è caduta in uno stato di sonno perpetuo apparentemente irreversibile. Damon rivela allora a Elena i suoi sospetti: la forza che li sta colpendo potrebbe essere uno Spirito Originario proveniente dalla Luna Oscura del Mondo Sotterraneo che si nutre della loro gelosia, e che avrebbe intrappolato l'anima di Bonnie nella Dimensione Oscura per succhiarne la forza vitale. Poco dopo, anche il vampiro viene preso dallo spirito, che cattura anche l'anima di Elena il giorno successivo mentre, insieme a Stefan, sta comprando delle erbe magiche per la signora Flowers. Stefan, Meredith, Alaric e Matt affrontano quindi Caleb, scoprendo però che lui è innocente e che non è un licantropo come avevano pensato, ma uno stregone. Mentre parlano con lui, anche Matt viene preso dallo spirito e si ritrova in un campo di rose nere nella Dimensione Oscura con Elena e Bonnie. I tre amici riescono a scappare dal campo infinito e a raggiungere la Luna Oscura dove sospettano sia tenuto Damon, ma qui si ritrovano faccia a faccia con lo spirito, che sta torturando il vampiro. A Fell's Church, nel frattempo, grazie a un libro recuperato da Celia, i membri rimasti del gruppo iniziano un rituale di esorcismo con cui scacciare lo spirito, riuscendo a richiamarlo nel loro mondo insieme a Elena, Bonnie, Matt e Damon. Il nemico, però, riesce ad aizzare i due fratelli Salvatore l'uno contro l'altro sfruttando la loro gelosia, portandoli quasi a uccidersi a vicenda, ma vengono fermati appena in tempo da Elena. Il gruppo, poi, completa il rituale rivelando ognuno i motivi delle proprie invidie, indebolendo parzialmente lo spirito e permettendo così che gli venga strappata la rosa rossa che fungeva da cuore. Sconfitto l'avversario, Celia decide di lasciare la città e tornare a Boston, mentre Elena e gli altri vanno alla fiera della contea per rilassarsi prima dell'imminente inizio del college.

## Edizioni
- Lisa Jane Smith, Il diario del vampiro. Fantasmi, Nuova Narrativa Newton, 2012,  pp. 208 pagine, ISBN 978-88-541-4160-5.
- Lisa Jane Smith, Il diario del vampiro. Fantasmi, Newton Compton collana King, 19 luglio 2018, pp. 218 pagine, ISBN 978-8822717849